# روبرت وايت (محامي)
روبرت وايت (بالإنجليزية: Robert White)‏ هو محامي أمريكي، ولد في 7 فبراير 1833 في رومني في الولايات المتحدة، وتوفي في 12 ديسمبر 1915 في ويلينغ في الولايات المتحدة.